# Николаус фон Бело
Георг Лудвиг Хайнрих Николаус Фрайхер фон Бело (на немски: Georg Ludwig Heinrich Nicolaus Freiherr von Below) e немски оберст в Луфтвафе. В периода 1937-1945 г. е личен адютант за Луфтвафе на Адолф Хитлер.

## Семейство
Син е на немския оберст и чилийски подполковник (на немски: Oberstleutnant) Гюнтер фон Бело (1868-1933) и неговата далечна братовчедка Матилде фон Бело (1875-1937).
Бело се жени на 26 юни 1937 г. за Мария Кюне (* 12 септември 1918 в Магдебург), дъщеря на земевладелеца Стефан Кюне и Барбара Бенеке. Раждат им се син и три дъщери.

## Военна кариера
Бело е на 29 години, когато Херман Гьоринг го прави на 16 юли 1937 г. личен адютант на Хитлер за Луфтвафе. Този пост, Бело запазва до смъртта на Хитлер на 30 април 1945 г. Последната задача на Бело е на 29 април 1945 г. към 4:00 ч. сутринта. Тогава, той се подписва в бункера на фюрера като свидетел на частното завещание на Хитлер. Завещанието е подписано и от Мартин Борман и Йозеф Гьобелс. След смъртта на Хитлер, Бело напуска бункера и тръгва на Запад, където на 7 януари 1946 г. е заловен от британците в Бон.
След военнопленничество, той заживява в Северна Германия.
Публикува спомените си през 1980 г. под заглавието „Като адютант на Хитлер 1937-1945“ (на немски: Als Hitlers Adjutant 1937-1945.

## Weblinks
- Биография на полски със снимки